# جيمس هاكيت
جيمس هاكيت (بالإنجليزية: James Hackett)‏ هو شخصية أعمال وكبير الإداريين التنفيذيين أمريكي، ولد في 22 أبريل 1955 في كولومبوس في الولايات المتحدة.

## روابط خارجية
- جيمس هاكيت على موقع مونزينجر (الألمانية)